# Anthem to Beauty
Anthem to Beauty ist eine Dokumentation über Produktion und Aufnahme der Grateful-Dead-Alben Anthem of the Sun und American Beauty.

## Geschichte
Das erste Mal wurde die Dokumentation in einer Kurzversion 1997 innerhalb der Fernsehserie Classic Albums gezeigt, bevor die Dokumentation in voller Länge 1998 zuerst auf VHS und 1999 auf DVD veröffentlicht wurde.
Produziert wurde die Dokumentation vom Label Eagle Rock Entertainment unter Mithilfe von BBC, NCRV, VH-1 und Grateful Dead Productions. Regie führte Jeremy Marre, der unter anderem eine Dokumentation über Aryan Brotherhood, die Biographien für Marvin Gaye (What’s going on), James Brown (Soul Survivor – The James Brown Story) und Phil Spector (The Real Phil Spector) drehte. Für seine biografische Dokumentation über Bob Marley (Rebel Music) wurde er 2002 für den Grammy nominiert.
Neben der Dokumentation der Albenaufnahmen, werden frühe Live-Auftritte von Konzerten zu Anthem of the Sun und Workingman’s Dead als auch Phasen der Produktion von Aoxomoxoa gezeigt, teilweise auch Auftritte von der Festival-Express-Tournee. Sowohl die Produktion als auch die Live-Auftritte werden von den damaligen Bandmitgliedern und der Bandcrew kommentiert, wobei die meisten Interviews extra für diese Dokumentation geführt wurden, jedoch ältere Interviews aus den späten 1980er und den frühen 1990er Jahren von dem 1995 verstorbenen Bandleader Jerry Garcia verwendet wurden.
Neben den Bandmitglieder kommentierten auch Leute, die der Band nahestanden oder in der Crew mitarbeiteten, die Szenen um der damaligen Zeit, wie David Crosby von Crosby, Stills and Nash und David Grisman, die beide Kontakt zur Band hatten und öfters bei Konzerten mitspielten.
Die Interviews behandeln neben den generellen Problemen bei den Aufnahmen, das Verhältnis von Grateful Dead zu ihrem damaligen Label Warner Bros. Records und dem damaligen Vorsitzenden Joe Smith und den Wandel der Band in dieser Zeit, von ihrer psychodelischen Rock-Phase zu eher Folk-Rock-Aufnahmen. Um einen besseren Einblick in diese Zeit zu geben, werden ebenfalls Aufnahmen von der Hugh-Hefner-Show Playboy After Dark (1969) und von der KQED TV-Show Calibration (1970) verwendet.

## Erfolge
Dokumentation – Billboard Charts
| Jahr | Chart           | Position |
| ---- | --------------- | -------- |
| 1998 | Top Music Video | 36       |

## Trackliste

### 1998 VHS/DVD
1. Introduction
2. "Truckin'" (Garcia, Hunter, Lesh, Weir)
3. "Candyman" (Garcia, Hunter)
4. Celebration
5. American Beauty Album Cover Creation
6. 1965 — Beginnings
7. Neal Cassady
8. A Record Contract on Their Own Terms
9. "The Other One" (Kreutzmann, Weir)
10. Tom Constanten
11. Anthem of the Sun Album Cover Creation
12. "Born Cross-Eyed" (Weir)
13. David Crosby
14. "Mountains of the Moon" (Garcia, Hunter)
15. "St. Stephen" (Garcia, Hunter, Lesh)
16. "China Cat Sunflower" (Garcia, Hunter)
17. "Attics of My Life" (Garcia, Hunter)
18. "Friend of the Devil" (Garcia, Dawson, Hunter)
19. "Ripple" (Garcia, Hunter)
20. "Sugar Magnolia" (Weir, Hunter)
21. "Box of Rain" (Lesh, Hunter)
22. "Brokedown Palace" (Garcia, Hunter)
23. End credits